# Dagens Industri
Dagens Industri (DI) er et svensk erhvervsorienteret dagblad, som etableredes i 1976 og udgives af Bonnier-koncernen gennem Bonnier Business Press. DI findes også som internetavisen di.se, og som tv-kanalen DiTV.
Dagens Industri inkluderer også weekend-sektionen DI Weekend, der udkommer fredag. DI Weekend udkom første gang i 2002 og havde i 2007 330.000 læsere. I efteråret 2009 udkom den første udgave af magasineet DI Dimension. Søstermagasinet Diego udkom på månedsbasis 2005–08 og var rettet mod yngre læsere.
DI's oplag var på 102.200 eksemplarer i 2009. Antallet af læsere var på 377.000 i 2011.